# The Taking of Deborah Logan
The Taking of Deborah Logan is een Amerikaanse horrorfilm uit 2014, met Jill Larson in de titelrol. De film werd geregisseerd door Adam Robitel.

## Verhaal
Deborah Logan lijdt aan de ziekte van Alzheimer. Haar dochter Sarah verzorgt haar in haar huis. Mia Medina maakt in het kader van haar afstudeerproject samen met technici Gavin en Luis een documentaire over dementerende patiënten. Ze wil aantonen dat de ziekte niet alleen voor de patiënt, maar ook voor de primaire verzorgende fysieke gevolgen met zich meebrengt. Dit wil ze met en bij Deborah thuis doen. De vrouw is zelf terughoudend, maar Sarah overtuigt haar moeder ervan om in te stemmen met het project omdat ze de beloofde financiële vergoeding hiervoor goed kunnen gebruiken.
De documentaireploeg wordt geïnstalleerd in verschillende logeerkamers en voorziet het hele huis van camera's en microfoons. Terwijl de dagen verstrijken, wordt Deborahs gedrag steeds afwijkender en extremer. Volgens haar arts Dr. Nazir is dit niet buitengewoon voor iemand met een agressieve vorm van Alzheimer. Luis merkt niettemin dingen op die in zijn ogen niet als ziekteverschijnselen te verklaren zijn. Zo heeft hij videobeelden waarop de vrouw van het een op het andere moment niet meer voor, maar op het aanrecht staat. Hoe ze daarop kwam, is niet te zien, terwijl er geen enkele onderbreking in de opname zit. Haar schijnbaar nietsbetekenende geschreeuw blijkt tijdens een computeranalyse vervormd Frans, een taal die de vrouw nooit heeft geleerd.
Er staat een oude, defecte telefooncentrale op zolder waarmee Deborah werkte toen ze jonger was. Tijdens een van haar afwezige momenten, vinden de anderen haar hierachter terwijl ze in het Frans schreeuwt over slangen en offers. Daarbij gaat telkens de lijn voor nummer 337 over. Onderzoek wijst uit dat dit ooit toebehoorde aan de plaatselijke, spoorloos verdwenen arts Henry Desjardins. Uit oude nieuwsberichten blijkt dat hij terminaal ziek was, maar probeerde dit te verhelpen en onsterfelijk te worden door middel van een occult ritueel. Om dit te volbrengen moest Desjardins vijf meisjes na hun eerste menstruatie vermoorden en opeten. Voor hij verdween, kwam hij tot vier slachtoffers.
Deborahs verergerende toestand doet dokter Nazir besluiten om haar te laten opnemen in het ziekenhuis. Dit geeft Sarah en de documentaireploeg de gelegenheid om zich te verdiepen in de mogelijkheid dat er iets bovennatuurlijks aan de hand is. Een geestelijke vertelt Sarah dat bezetenheid alleen voorkomt in fictie en een exorcisme daarom geen mogelijkheid is. Een antropoloog herinnert zich daarentegen een voorval in Afrika. Hierbij leek een vrouw bezeten door haar dode zoon, tot een medicijnman zijn lichaam verbrandde.
Deborahs buurman Harris zoekt haar op in het ziekenhuis. Ze smeekt hem om haar te vermoorden. Hij probeert haar te verstikken met een kussen, maar wordt gestopt doordat de televisie van de standaard vliegt en hem verwondt. Sarah bezoekt hem in zijn ziekenhuisbed en confronteert hem met haar vermoeden dat hij en haar moeder Desjardins hebben laten verdwijnen. Hij erkent dat Deborah de arts ombracht. Ze kwam er door middel van haar werk aan de telefooncentrale achter dat hij van Sarah zijn vijfde slachtoffer wilde maken. Hij ligt begraven in haar tuin. Sarah en de documentaireploeg vinden Desjardins' stoffelijke overschotten en proberen die te verbranden, maar dit lukt niet.
Deborah ontsnapt uit haar ziekenhuiskamer en ontvoert het jonge kankerpatiëntje Cara. Ze neemt haar mee naar Monacan Hill, de plek waar Desjardins zijn eerste vier slachtoffers maakte. Sarah en Mia vinden Deborah daar, terwijl ze haar kaken heeft opengesperd als die van een slang in een poging om Cara's hoofd in zijn geheel naar binnen te werken. Een nieuwe poging om Desjardins' stoffelijke overschotten te verbranden, lukt op deze locatie wel. De trance waarin Deborah en Cara verkeerden, is direct verbroken. Cara komt ongedeerd uit het voorval. Deborah wordt in slechtere toestand dan ooit tevoren naar buiten gereden in een rolstoel. Ze wordt niet vervolgd omdat ze geestelijk niet in staat is om het proces te doorstaan.

### Epiloog
Een lokale televisieploeg doet verslag van het verjaardagsfeestje van Cara. Haar artsen begrijpen niet hoe het kan, maar haar kanker is volledig verdwenen en ze is inmiddels kerngezond. Nadat de verslaggever haar een paar vragen laat beantwoorden over haar recente geschiedenis, begint hij zijn verhaal af te ronden. Terwijl hij dit doet, kijkt Cara recht naar de camera en laat ze een geheimzinnige glimlach zien.

## Rolverdeling
| Acteur          | Personage     |
| --------------- | ------------- |
| Jill Larson     | Deborah Logan |
| Anne Ramsay     | Sarah Logan   |
| Michelle Ang    | Mia Medina    |
| Ryan Cutrona    | Harris        |
| Anne Bedian     | Dr. Nazir     |
| Brett Gentile   | Gavin         |
| Jeremy Decarlos | Luis          |
| Tonya Bludworth | Linda Tweed   |
| Julianne Taylor | Cara          |